# جانی گرین (بازیکن بسکتبال)
جانی گرین (انگلیسی: Johnny Green؛ زادهٔ ۸ دسامبر ۱۹۳۳) بازیکن بسکتبال اهل ایالات متحده آمریکا است.
از باشگاه‌هایی که در آن بازی کرده‌است می‌توان به ساکرامنتو کینگز، نیویورک نیکس، واشینگتن ویزاردز، هیوستون راکتس، و فیلادلفیا سونتی‌سیکسرز اشاره کرد.